# Shaozhou tuhua
Le shaozhou tuhua (chinois simplifié : 韶州土话 ; chinois traditionnel : 韶州土話 ; pinyin : Sháozhōu tǔhuà) est un dialecte non classifié de la langue chinoise parlé aux limites des provinces du Guangdong, de Hunan et du Guangxi.